# Jan Hauser
Jan Hauser, né le 19 janvier 1985 à Glaris, est un curleur suisse. 

## Palmarès

### Jeux olympiques
| Édition    | Vancouver 2010 |
| Classement | Bronze         |

### Championnats du monde
| Édition    | Edmonton 2007 | Moncton 2009 |
| Classement | 4e            | 4e           |